# アカゴチ科
アカゴチ科（学名：Bembridae）は、カサゴ目に所属する魚類の分類群の一つ。アカゴチなど、底生性の深海魚を中心に5属11種が記載される。

## 分布・生態
アカゴチ科の魚類はすべて海水魚で、南アフリカおよびアデン湾を西端とするインド洋から、日本列島・ハワイ諸島およびペルー沖にかけての太平洋に幅広く分布する。海底からあまり離れずに生活する底生魚のグループで、水深150-650mにおける大陸棚・大陸斜面の砂泥底を主な生息範囲とする。

## 形態
アカゴチ科の仲間は強く縦扁した平たい頭部をもつ。体部は細長く円筒形で、櫛鱗に覆われる。ほとんどの種類は赤い体色をしており、体長10-30cm程度の小型の魚類である。口は大きく、顎・鋤骨・口蓋骨に微小な歯を備える。側線はよく発達し、浮き袋を欠く。
背鰭は2つあり、第1背鰭は6-12本の棘条、第2背鰭は8-12本の軟条により構成される。胸鰭は21-27軟条で、腹鰭は胸鰭基部の直下に位置し、両鰭が離れる近縁のコチ科との鑑別点となっている。椎骨は26-27個。

## 分類
アカゴチ科にはNelson（2016）の体系において5属11種が認められている。本稿では、FishBaseに記載される5属12種についてリストする。2種を含むウバゴチ属（Parabembras）は独立のウバゴチ科 Parabembridae として扱われることも多い。
- バラハイゴチ属 Bembradium
  - バラハイゴチ Bembradium roseum
  - Bembradium furici
- Bambradon 属
  - Bambradon laevis
- アカゴチ属 Bembras
  - アカゴチ Bembras japonica
  - Bembras adenensis
  - Bembras longipinnis
  - Bembras macrolepis
  - Bembras megacephala
- Brachybembras 属
  - Brachybembras aschemeieri
- ウバゴチ属 Parabembras
  - ウバゴチ Parabembras curta
  - Parabembras multisquamata
  - Parabembras robinsoni